# Saittanulkki
Saittanulkki är en kulle i Finland.   Den ligger i den ekonomiska regionen  Rovaniemi ekonomiska region  och landskapet Lappland, i den norra delen av landet, 800 km norr om huvudstaden Helsingfors. Toppen på Saittanulkki är 337 meter över havet.
Terrängen runt Saittanulkki är huvudsakligen platt. Runt Saittanulkki är det mycket glesbefolkat, med 2 invånare per kvadratkilometer.